# Vladimir Țincler
Vladimir Țincler, ros. Владимир Борисович (Вельвель Берович) Цинклер, Władimir Borisowicz (Welwel Berowicz) Cinkler (ur. 9 września 1937 we wsi Ceaga, Besarabia, Królestwo Rumunii, zm. 22 marca 2016 w Kiszyniowie) – mołdawski piłkarz pochodzenia żydowskiego, grający na pozycji napastnika, trener piłkarski.

## Kariera piłkarska
W 1941 roku wraz z rodzicami został uwięziony w obozie koncentracyjnym w Kiszyniowie. Wychowanek klubu Burevestnik Kiszyniów, w barwach którego w 1956 rozpoczął karierę piłkarską. W kiszyniowskim zespole, który z czasem zmieniał nazwy na Moldova i Avântul, występował 11 lat i rozegrał łącznie ponad 180 meczów. Był kapitanem drużyny. Pierwszy z mołdawskich piłkarzy otrzymał tytuł Mistrza Sportu ZSRR. W 1966 zakończył karierę piłkarza.

## Kariera trenerska
Po zakończeniu kariery piłkarza rozpoczął pracę szkoleniowca. W latach 1969–1970 trenował rodzimy klub Moldova Kiszyniów. W 1972 samodzielnie prowadził Kolchida Poti. W 1986 ponownie stał na czele kiszyniowskim klubu, który już nazywał się Nistru Kiszyniów, a w 1988 pomagał trenować piłkarzy Nistru. W 1991 pracował w Tighina‑Apoel Bender jako asystent trenera. Od 1992 do 1993 trenował Bugeac Komrat. Potem pracował jako dyrektor muzeum Zimbru Kiszyniów (do 2012) oraz w Komisji Wykonawczej Federacji Piłkarskiej Mołdawii.

## Sukcesy i odznaczenia

### Sukcesy indywidualne
- wybrany do listy 33 najlepszych piłkarzy ZSRR: Nr 3 (1958)

### Odznaczenia
- tytuł Mistrza Sportu ZSRR
- tytuł Zasłużonego Trenera Mołdawii
- order Gloria Muncii